# Michael Sorkin

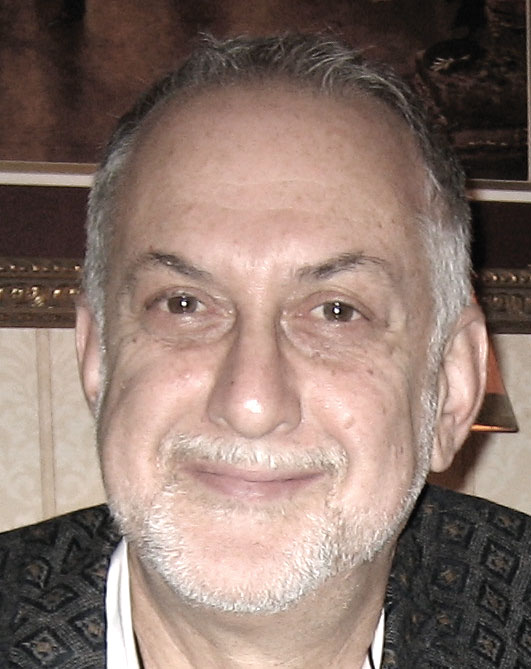
Michael Sorkin (2012)

Michael David Sorkin (* 2. August 1948 in Washington, D.C.; † 26. März 2020 in New York) war ein US-amerikanischer Architekt sowie Architekturkritiker und -theoretiker.

## Leben
Michael Sorkin studierte Architektur an der University of Chicago und am Massachusetts Institute of Technology sowie Anglistik an der Columbia University. 1980 gründete er Michael Sorkin Studios, ein in New York ansässiges Designbüro mit besonderen Interessen in den Bereichen Stadtplanung, Städtebau und grüner Städtebau. Er war weltweit tätig; in Deutschland entwarf er Masterpläne für Hamburg und Schwerin, plante für das ehemalige Braunkohlerevier im Südraum von Leipzig, für Ostjerusalem sowie zuletzt in China, unter anderem für das Technologiezentrum Wuhan. 2005 gründete Sorkin die gemeinnützige Forschungs- und Beratungsgruppe Terreform Center for Advanced Urban Research.
Sorkin lehrte zuletzt ab 2000 als Distinguished Professor des Graduiertenprogramms in Urban Design am City College of New York. Er hatte Gastprofessuren an den Universitäten von Nebraska und Michigan und hielt Gastvorlesungen in Yale, Harvard, Columbia und der Cornell University. Von 1993 bis 2000 hatte er eine Professur für Städtebau am Institut für Kunst und Architektur der Akademie der bildenden Künste Wien inne und gilt als „einer der Wegbegleiter für eine Neuausrichtung der Architekturlehre an der Akademie“.
Sorkin war Architekturkritiker der Wochenzeitung The Village Voice sowie für The Architectural Review, Architectural Record oder auch The Nation. Er veröffentlichte zahlreiche Schriften zu Architektur und Design wie auch Städtebau. Er war Vorstandsmitglied des Urban Design Forum in New York. Sorkin erhielt zahlreiche Preise und Auszeichnungen. Ab 2009 war er Mitglied der American Academy of Arts and Sciences. 2015 erhielt Sorkin ein Guggenheim-Stipendium.
Er starb im März 2020 im Alter von 71 Jahren während der COVID-19-Pandemie in New York an den Folgen einer SARS-CoV-2-Infektion.

## Bauten und Projekte
- The Anxin Archipelago, Xiong’an, China (2018)
- Xi’an Forest Park, Xi’an, China (2017)
- A New Capital City (Xiong’an), Xi’an, China (2017)
- Chengdu Jiujiang, Jiujiang, China (2017)
- Fengxi New City Central Sponge Park Conceptual Design, Xi’an, China (2017)
- Fengxi New City Baima River Urban Design, Xi’an, China (2017)
- Davao Chapel, Davao City, Philippinen (2017)
- Shenzhen Pedestrian Bridges, Shenzhen, China (2017)
- Belfast Revitalization Plan, Belfast, Nordirland (2017)
- Xi’an Mole Center, Xian China (2017)
- Xi’an Zaoyuan Autoparts Management Building, Xi’an, China (2016)
- New York Subway Freight System, New York City USA (2016)
- Golden Oyster Food Culture Town, Bao’an, Shenzhen, China (2016)
- Zhejiang Cultural Center, Zhejiang, China (2016)
- Bao’an Fashion Business Zone, Shenzhen, China (2016)
- Xi’an Zaoyuan Towers, Xi’an, China (2015)
- City Of Science Laboratory, Xi’an, China (2015)
- Bonville Ecological Golf Resort, Bonville, Australien (2015)
- Barack Obama Community Library, Chicago, USA (2014)
- University of Zamboanga High School, Zamboanga City, Philippinen (2014)
- Xi’an Yuexiu City, Xi’an China (2014)
- Yangling Model District Financial Building, Xi’an, China (2014)
- Wuhan Qingtan Lake Ecological Tech Park, Wuhan, China (2014)
- Xi’an Commercial Valley Apartment, Club House, New Airport City, Church, Xi’an, China (2013–2014)
- Masterplan Xiqing District Housing Design, Tianjin, China (2010)
- A Seven Star Hotel and Clubhouse, Tianjin, China (2008)
- Progetto di abitazioni, Bodrum, Türkei (2008)
- Houses at Coorg, Weekend Houses on Plantation, Coorg Kodagu, Indien (2006)
- City College of New York Campus, New York, USA (2004)
- WTO Headquarters, Genf, Schweiz (2003)
- Shoehaus, 70 unità di edilizia pubblica, Wien, Österreich (1995)
- Progetto Tracked Houses, Housing for the Homeless, West Side Rail Yards, New York, USA (1990)
- Progetto West Hollywood Civic Center, Los Angeles, USA (1988)

## Schriften (Auswahl)
- Michael Sorkin: Exquisite corpse: Writing on buildings. Verso, London 1991, ISBN 0-86091-323-6.
- Michael Sorkin (Hrsg.): Variations on a theme park: The new American city and the end of public space. Hill and Wang, New York 1992, ISBN 0-374-52314-2.
- Michael Sorkin: Some Assembly Required. University of Minnesota Press, Minneapolis 2001, ISBN 978-0-8166-9101-2.
- Michael Sorkin und Sharon Zukin (Hrsg.): After the World Trade Center: Rethinking New York City. Routledge, New York 2002, ISBN 0-415-93479-6.
- Michael Sorkin: Starting From Zero: Reconstructing Downtown New York. Routledge, New York 2003, ISBN 0-415-94734-0.
- Michael Sorkin (Hrsg.): Against the wall: Israel’s barrier to peace. New Press, New York 2005, ISBN 1-56584-964-7.
- Michael Sorkin: Indefensible Space: The Architecture of the National Insecurity State. Routledge, New York 2008, ISBN 978-0-415-95368-9.
- Michael Sorkin: Twenty Minutes in Manhattan. Reaktion Books, London 2009, ISBN 1-86189-428-7.
- Michael Sorkin: All over the map: Writing on buildings and cities. Verso, London/New York 2011, ISBN 978-1-84467-323-0.
- Michael Sorkin: What Goes Up: The Rights and Wrongs to the City. Verso, London/New York 2018, ISBN 978-1-78663-515-0.
- Michael Sorkin: Zweihundertfünfzig Dinge, die Architekt:innen wissen sollten. Antje Kunstmann, München 2022, ISBN 978-3-95614-488-2.[10] Originaltitel: Two Hundred Fifty Things an Architect Should Know, in: What Goes Up